# Ankum-Bersenbrücker Eisenbahn
| Streckennummer: | 9160                 |                        |                        |
| Kursbuchstrecke: | 220b (1946)          |                        |                        |
| Streckenlänge: | 5,32 km              |                        |                        |
| Spurweite: | 1435 mm (Normalspur) |                        |                        |
| Streckenklasse: | D4                   |                        |                        |
| Streckengeschwindigkeit: | 40 km/h              |                        |                        |
| |                      |                        |                        |
| \| \| 5,3 \| Ankum \| Ankum \| \| \| 4,4 \| Anst Sandschacht \| Anst Sandschacht \| \| \| 3,4 \| Hp Walsum \| Hp Walsum \| \| \| 2,1 \| Ahausen \| Ahausen \| \| \| 2,0 \| alte Strecke \| alte Strecke \| \| \| 0,88 \| \| \| \| \| \| Strecke von Oldenburg \| \| \| \| 0,0 \| Bersenbrück \| Bersenbrück \| \| \| \| Strecke nach Osnabrück \| \| |                      |                        |                        |
| Betriebs-/Güterbahnhof Streckenanfang | 5,3                  | Ankum                  | Ankum                  |
| Abzweig geradeaus und ehemals von rechts | 4,4                  | Anst Sandschacht       | Anst Sandschacht       |
| ehemaliger Haltepunkt / Haltestelle | 3,4                  | Hp Walsum              | Hp Walsum              |
| Dienststation / Betriebs- oder Güterbahnhof | 2,1                  | Ahausen                | Ahausen                |
| Abzweig geradeaus und ehemals nach links · Strecke von rechts (außer Betrieb) | 2,0                  | alte Strecke           | alte Strecke           |
| Abzweig geradeaus und ehemals von links · Strecke nach rechts (außer Betrieb) | 0,88                 |                        |                        |
| Abzweig geradeaus und von links |                      | Strecke von Oldenburg  | Strecke von Oldenburg  |
| Bahnhof | 0,0                  | Bersenbrück            | Bersenbrück            |
| Strecke |                      | Strecke nach Osnabrück | Strecke nach Osnabrück |

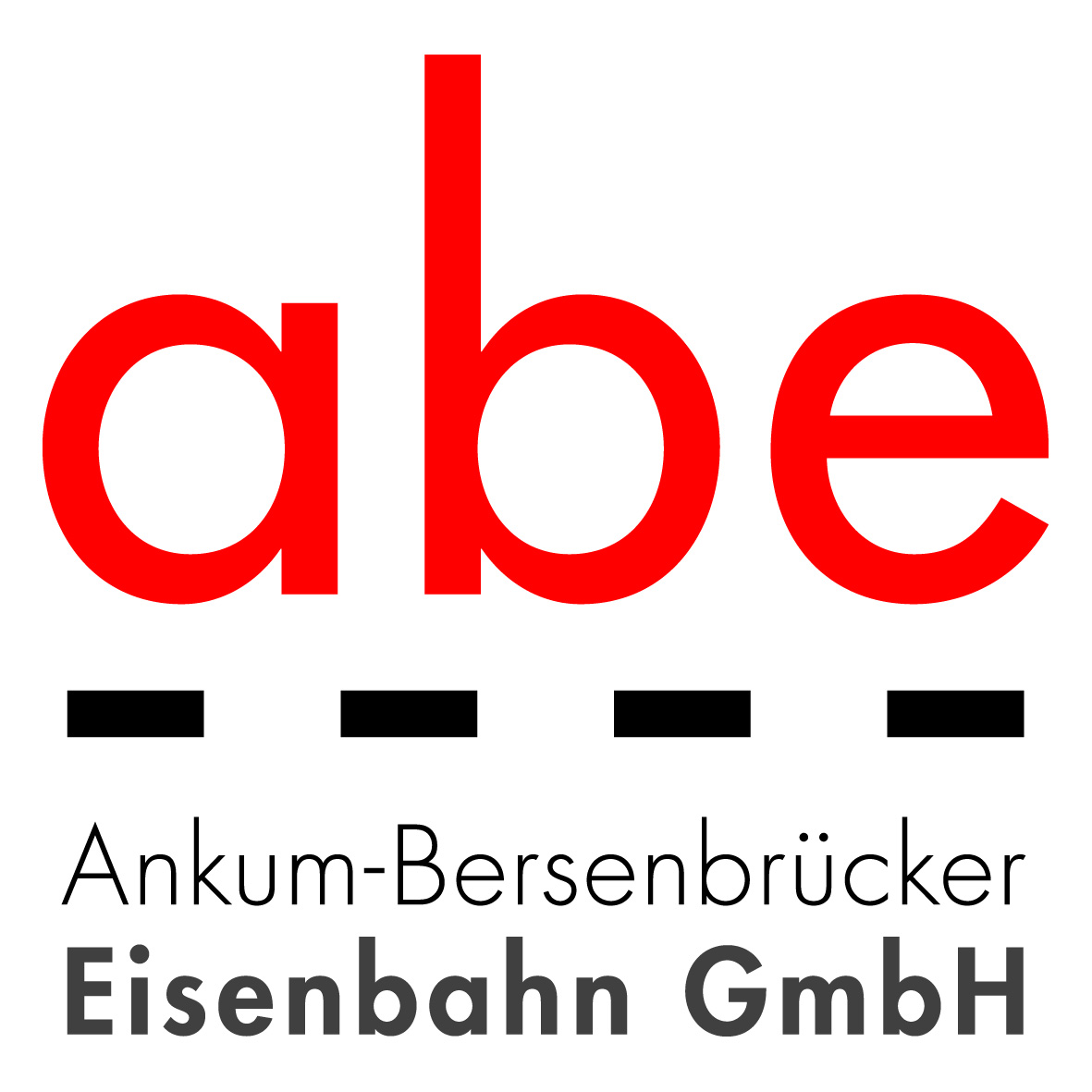
Logo der Ankum-Bersenbrücker-Eisenbahn GmbH

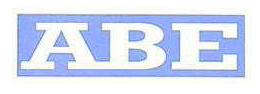
Historisches Logo der Ankum-Bersenbrücker-Eisenbahn GmbH

Die Ankum-Bersenbrücker Eisenbahn GmbH (ABE) gehört zu den kleinsten Eisenbahnbetrieben in Deutschland. Sie wurde als Kleinbahn Ankum-Bersenbrück GmbH am 21. Mai 1913 vom Preußischen Staat, der Provinz Hannover, dem damaligen Landkreis Bersenbrück und der Gemeinde Ankum gegründet und 1940 umbenannt. Die Gesellschaftsanteile gehören heute der Gemeinde Ankum (51 %), der Samtgemeinde Bersenbrück (38 %), der Stadt Fürstenau (10 %), sowie der Stadt Bersenbrück (11 %). (September 2020)

## Geschichte

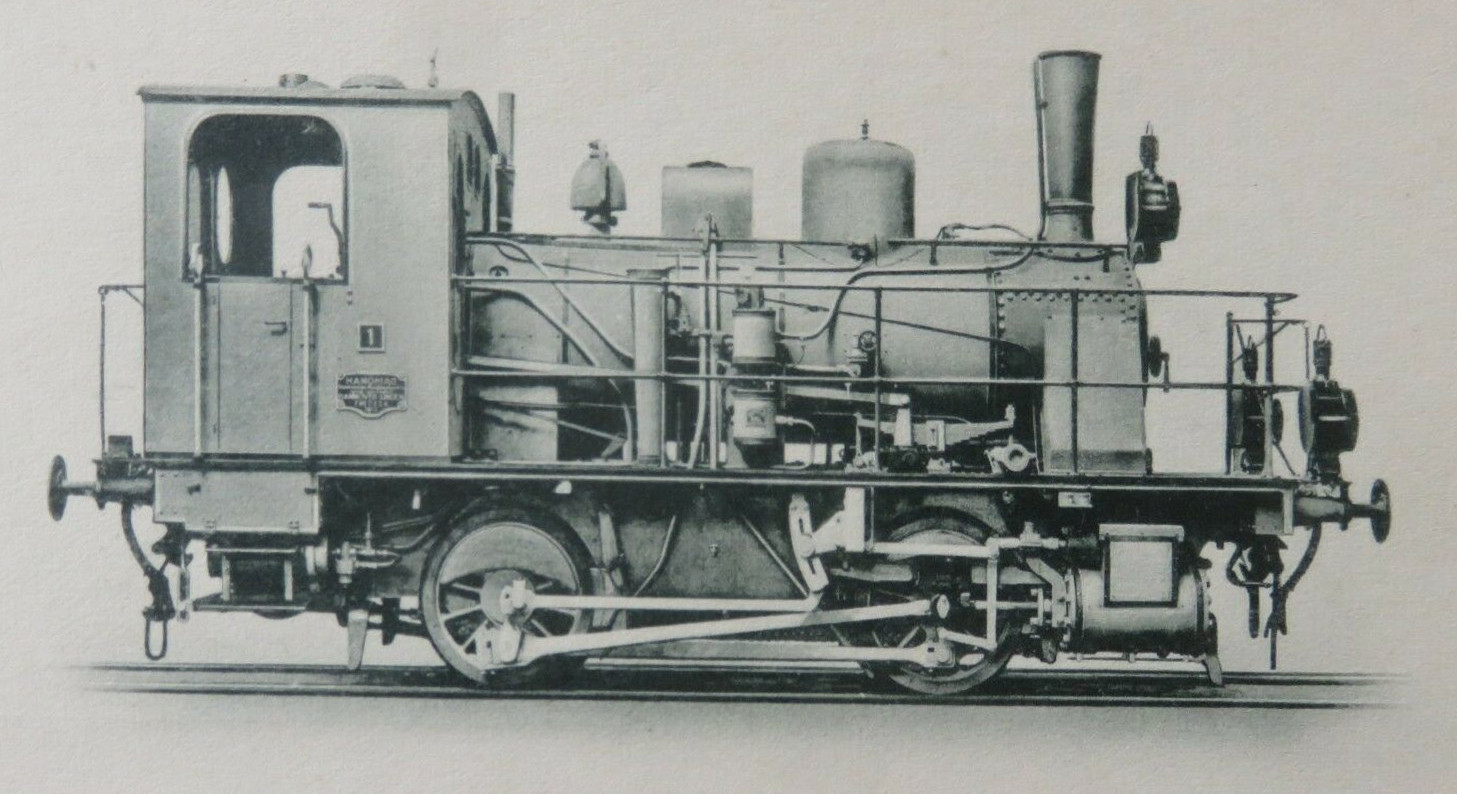
B-Zwilling-Nassdampf-Nebenbahntenderlokomotive der Kleinbahn Bersenbrück-Ankum gebaut von Hanomag in Hannover-Linden, um 1920

Anfangs lag die Betriebsführung bei der Oldenburgischen Staatseisenbahn, gefolgt von der Deutschen Reichsbahn, bis sie 1933 dem Landeskleinbahnamt der Provinz Hannover übertragen wurde. Als dessen Nachfolger, das Niedersächsische Landeseisenbahnamt 1959 aufgelöst wurde, übernahm die Bentheimer Eisenbahn AG die Betreuung der ABE bis zum Jahresende 1989. Von 1990 bis zum Jahresende 2016 lag die Betriebsführung bei der Verkehrsgesellschaft Landkreis Osnabrück, die früher Gesellschafterin der ABE war. Seit 2017 wird das Unternehmen wieder in Eigenregie der Gesellschafter geführt.
Der Beginn des Ersten Weltkrieges verhinderte im Jahre 1914 die Aufnahme des Verkehrs auf der 5 km langen Strecke Ankum – Bersenbrück, wo der Anschluss an die Hauptbahn Oldenburg – Osnabrück hergestellt wurde. Erst am 2. August 1915 konnten Güterzüge fahren, die ab 16. November 1917 behelfsmäßig Personen beförderten. Der reguläre Personenverkehr begann einige Monate nach Kriegsende am 1. August 1919.
1939 wurden 48.103 Personen und 11.521 t Güter befördert.
Die zunehmende Konkurrenz durch den Straßenverkehr zwang die ABE zur Aufgabe des Schienen-Personenverkehrs am 30. September 1962. Den Personenverkehr übernahm ein privater Busunternehmer im Auftrag der Bahngesellschaft, die noch weitere Linien eröffnete. Ihre eigene Buskonzessionen brachte die ABE 1992 in die Verkehrsgemeinschaft Osnabrück Nord ein. Der stets bescheidene Güterverkehr wurde am 4. November 1963 der Deutschen Bundesbahn übertragen.
1995 wurde zwischen Kilometer 0,88 und Kilometer 2,25 die Trassenführung von der nördlichen auf die südliche Seite der B 214 verschwenkt, sodass zwei Bahnübergänge über die Bundesstraße zwischen Bersenbrück und Ahausen entfielen.
Anfang 2013 wurde von der Samtgemeinde Bersenbrück vorgeschlagen, die GmbH in ein Gemeindewerk umzubauen.
Mitte September 2013 wurde das EIU von Ankum-Bersenbrücker Eisenbahn-Gesellschaft mit beschränkter Haftung in Ankum-Bersenbrücker Eisenbahn GmbH umbenannt.
Obwohl die Strecke lange Jahre nicht genutzt wurde, wurde diese jedoch immer Instand gehalten. Seit einigen Jahren finden nun wieder sporadische Verkehre statt. Dabei handelt es sich um touristische Fahrten von Museumseisenbahnen sowie gelegentliche Güterverkehre.

## Gegenwart
Im Jahr 2017 haben die kommunalen Gesellschafter beschlossen, die Betriebsführung des Unternehmens wieder selbst in die Hand zu nehmen mit dem Ziel, wieder Verkehre auf die Bahnstrecke zu bringen. Bis dahin hatte die VLO Verkehrsgesellschaft Landkreis Osnabrück GmbH die Betriebsführung inne. 
2020 wurde ein Schulungsraum für die Aus- und Weiterbildung von Eisenbahnberufen auf dem Bahnhofsgelände in Ankum eröffnet. Seitdem finden auf dem Bahnhofsgelände regelmäßige Aus- und Weiterbildungskurse statt. Parallel dazu wurde ein Museum eingerichtet, das die Geschichte der Ankum-Bersenbrücker-Eisenbahn GmbH zeigt sowie viele zum Teil einzigartige Exponate zur Entwicklung der Mobilität im vergangenen Jahrhundert.
2023 wurde mit der Fa. Amprion GmbH eine Kooperationsvertrag zur Nutzung der Trasse für den Ausbau von Strom-Übertragungsnetzen geschlossen, die unter anderem längs durch das Einzugsgebiet der Ankum-Bersenbrücker Eisenbahn GmbH laufen.

## Fahrzeuge
Bei Betriebsaufnahme waren zwei Dampflokomotiven vorhanden, eine davon eine zweiachsige Lokomotive von Hanomag. Der Wagenpark bestand aus einem Personenwagen und einem kombinierten Post-/Gepäckwagen. 1933 wurde ein Wismarer Schienenbus beschafft, der zu einem Anwachsen des Personenverkehrs führte.
Nachdem die Ankum-Bersenbrücker Eisenbahn lange Jahre keine eigenen Fahrzeuge mehr hatte, ist sie seit 2019 wieder im Besitz einer Köf II, Baujahr 1936, Hersteller Lokomotivfabrik Krauss-Maffei. Darüber hinaus verfügt das Unternehmen über 8 Güterwagen (vier Flachwagen sowie 4 gedeckte Wagen). Die Lokomotive sowie die Güterwagen werden vorwiegend im Ausbildungsbereich eingesetzt.

## Galerie

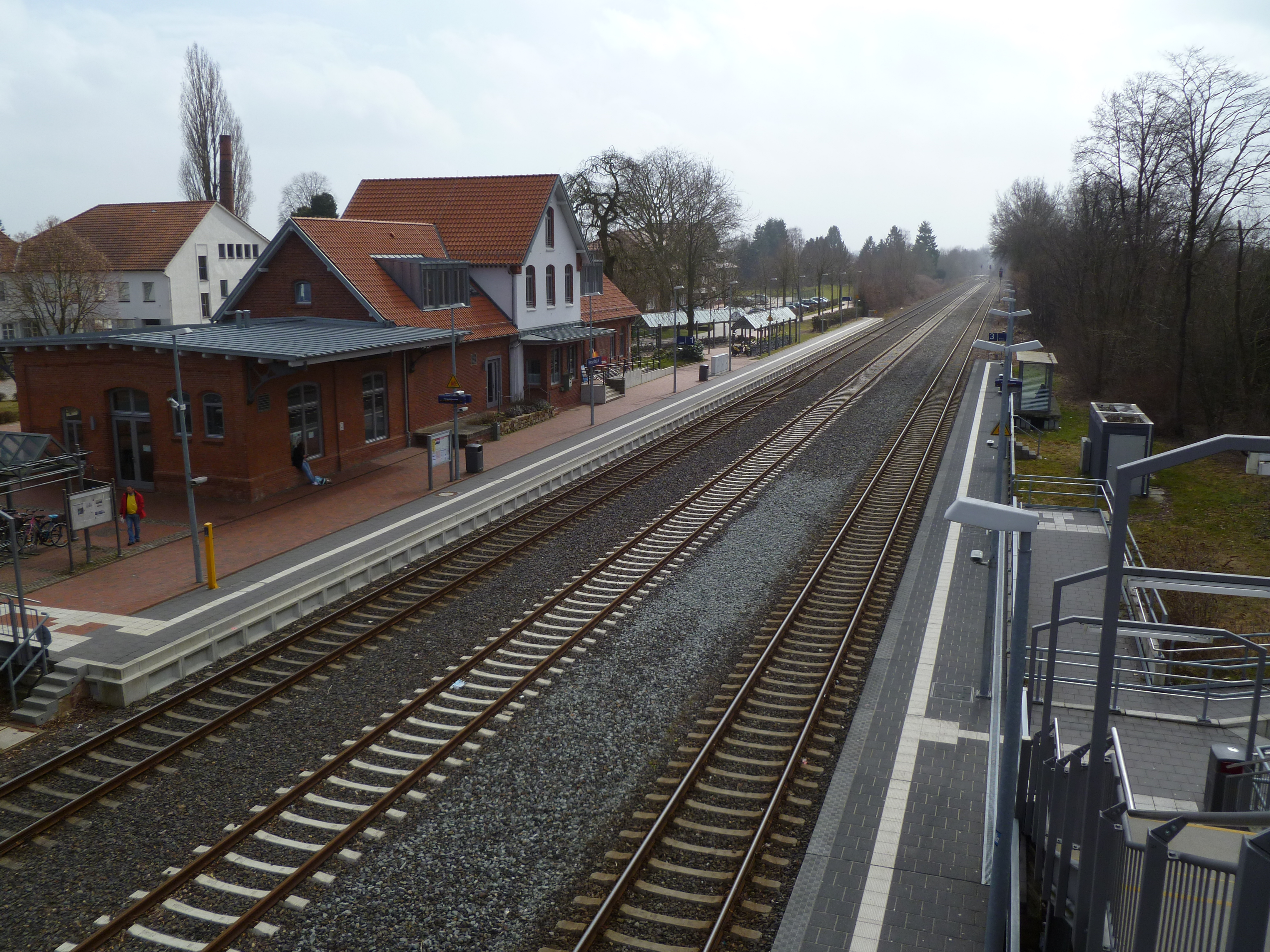
Bahnhof von Bersenbrück – Startpunkt der Strecke
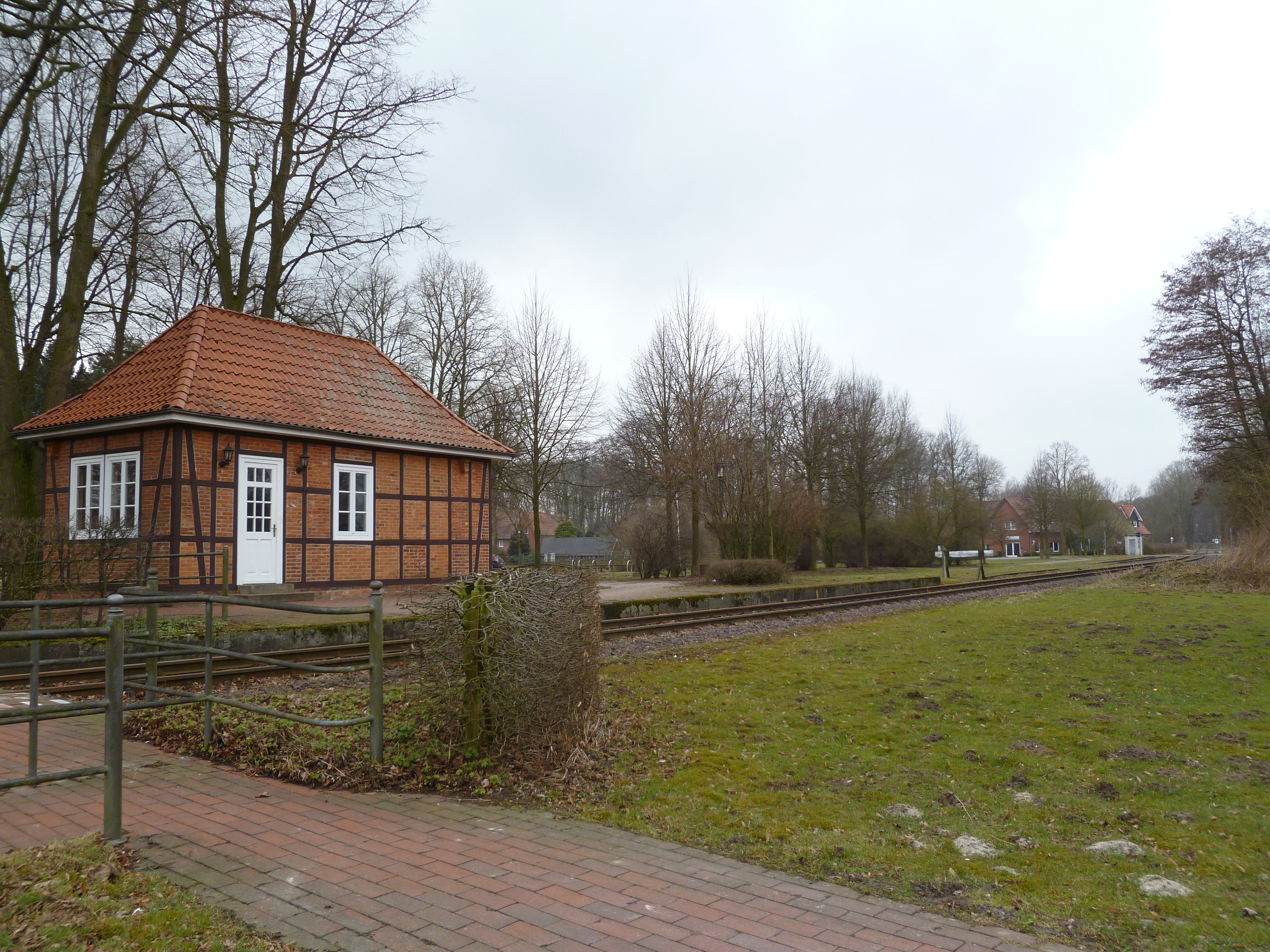
Stationsgebäude des Bahnhofes Ahausen
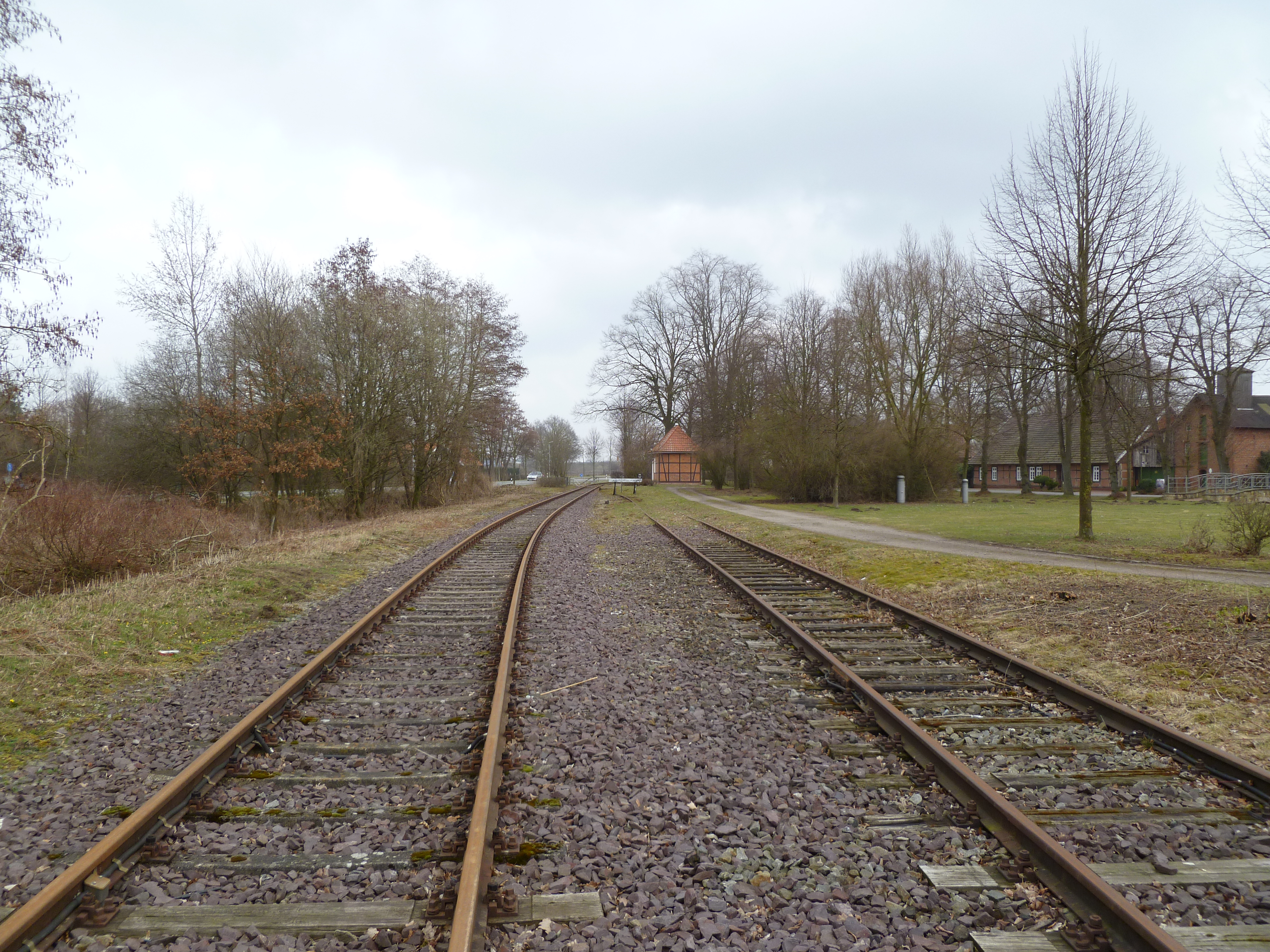
Ladegleis in Ahausen mit Prellbock
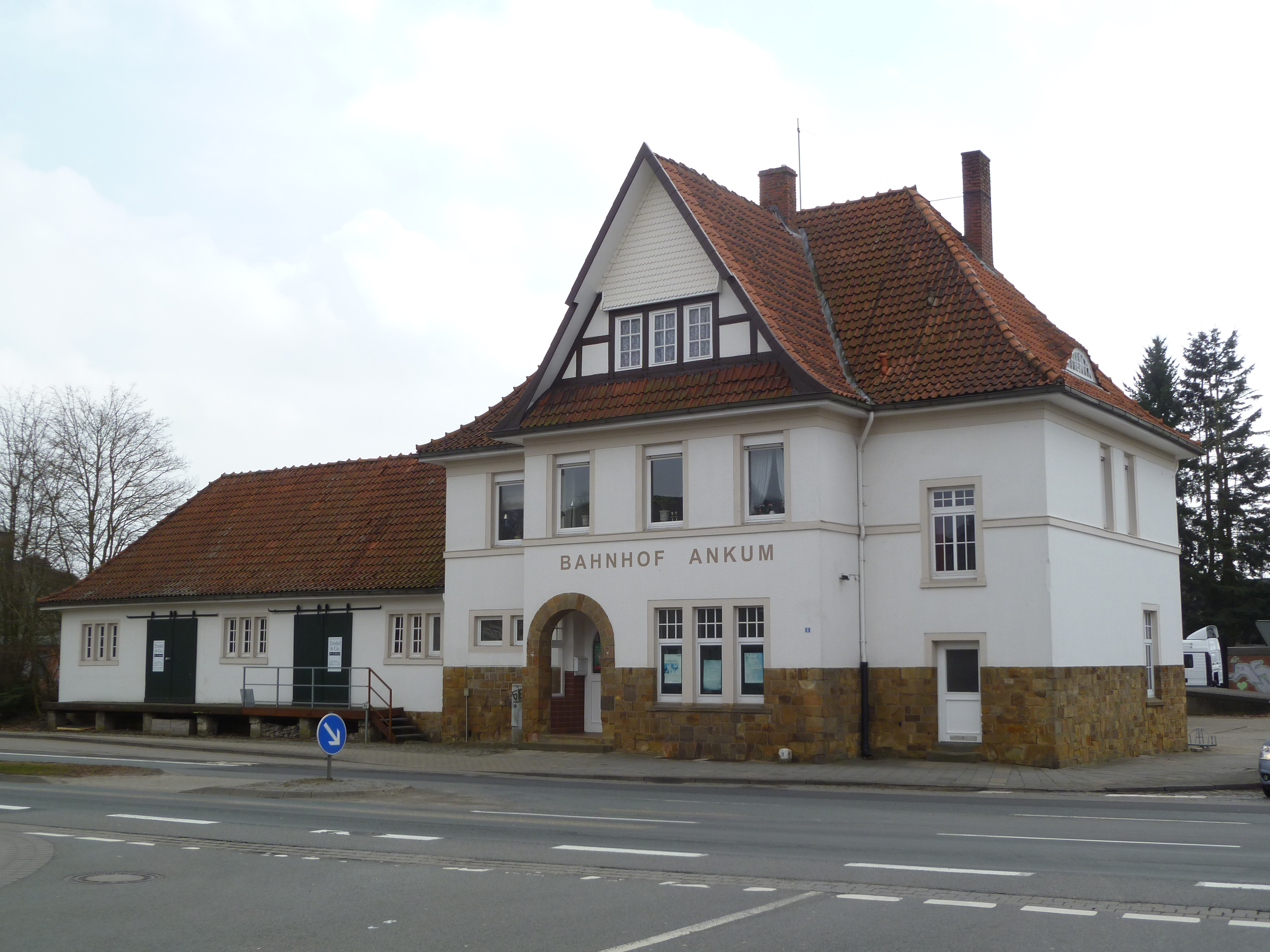
Bahnhofsgebäude in Ankum
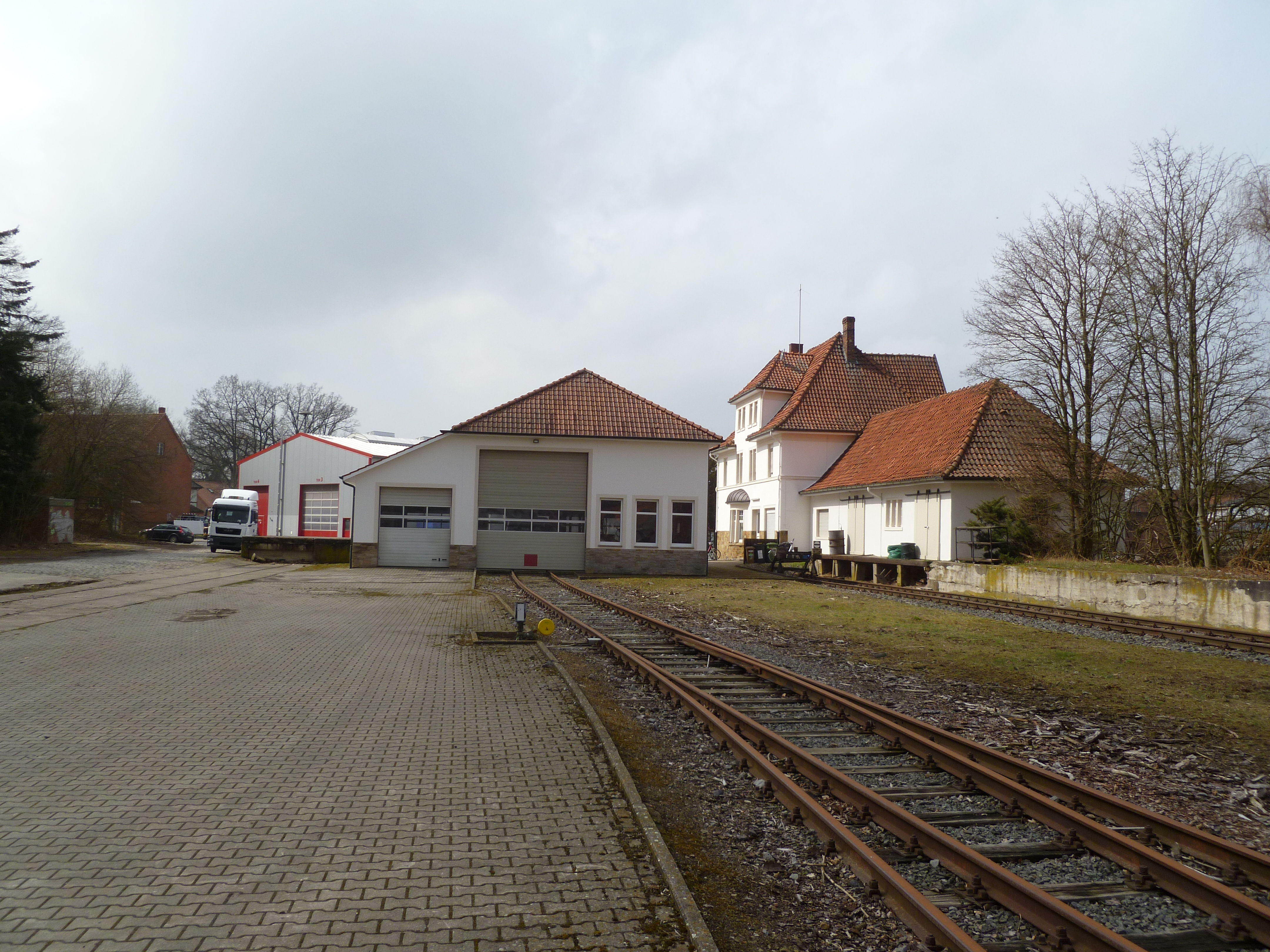
Gleise im Bahnhof Ankum
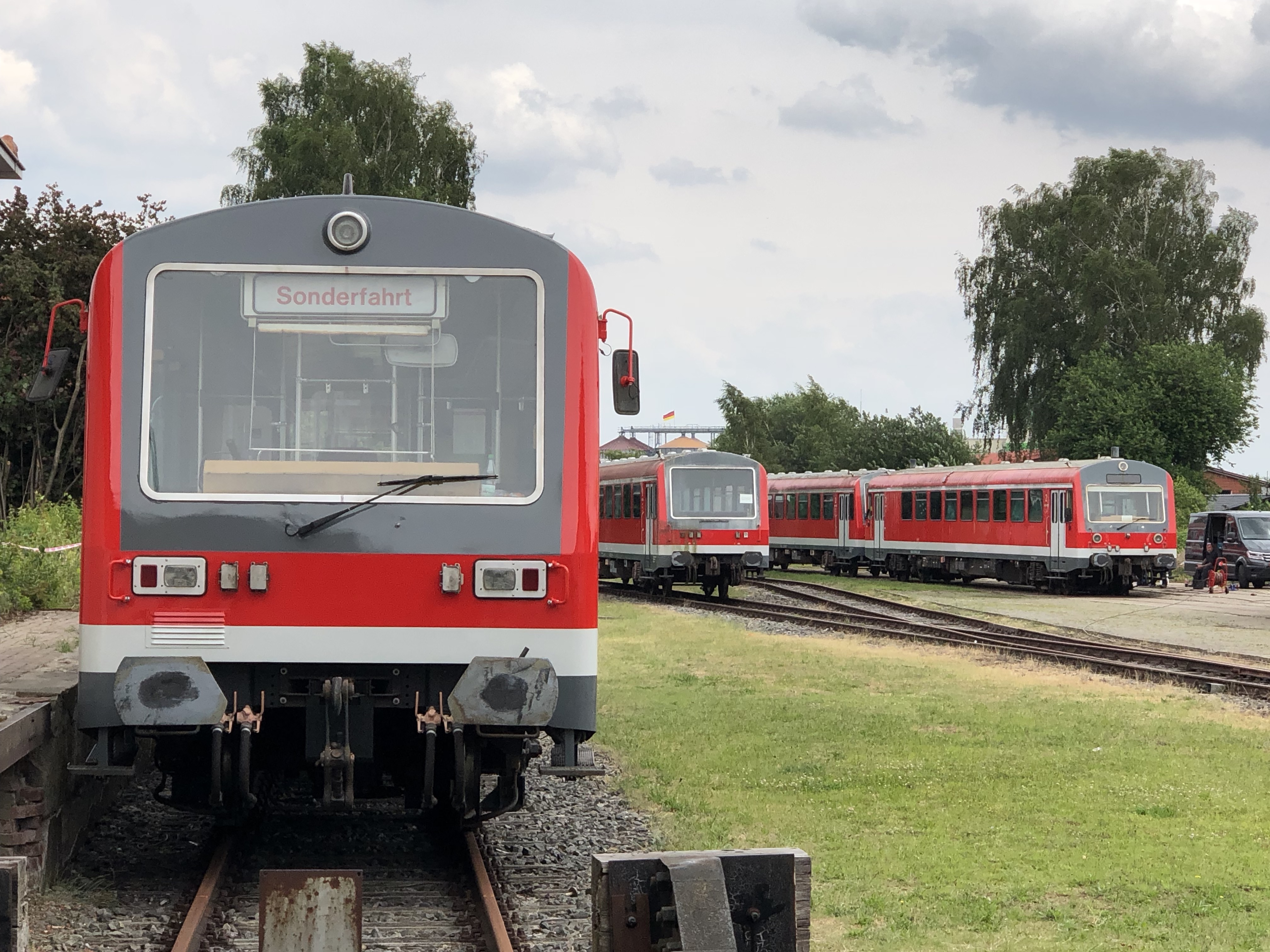
Triebwagen der Weser Ems Eisenbahn in Ankum